# Brigadni general (Pakistan)
Brigadni general (angleško Brigadier General; tudi brigadir/Brigadier) je najnižji generalski vojaški čin (enozvezdni) Pakistanske kopenske vojske, ki v sklopu Natovega standarda STANAG 2116 sodi v razred OF-6. Čin je bil neposredno prevzet po istem britanskem činu, pri čemer so zamenjali krono s polmescem z zvezdo in tudi preoblikovali zvezdo.
Nadrejen je činu polkovnika in podrejen činu generalmajorja. Enakovreden je činu zračnega komodorja Pakistanskega vojnega letalstva, činu namestnika generalnega inšpektorja Pakistanske vojne mornarice in činu/položaju komandanta Pakistanske obalne straže.
Oznaka čina je sestavljena iz treh zvezd Pakistana (v trikotni razporeditvi) in polmeseca s peterokrako zvezdo., ki je pritrjena na epoleto; v primerjavi z nižjimi čini, ki imajo na epoleti še oznako rodova oz. službe kopenske vojske ter na dnu epolete tudi prepleteno vrvico škrlatno-pakistansko zelene-škrlatne barve, ima epolete le oznako čina.